# کنترل موتور

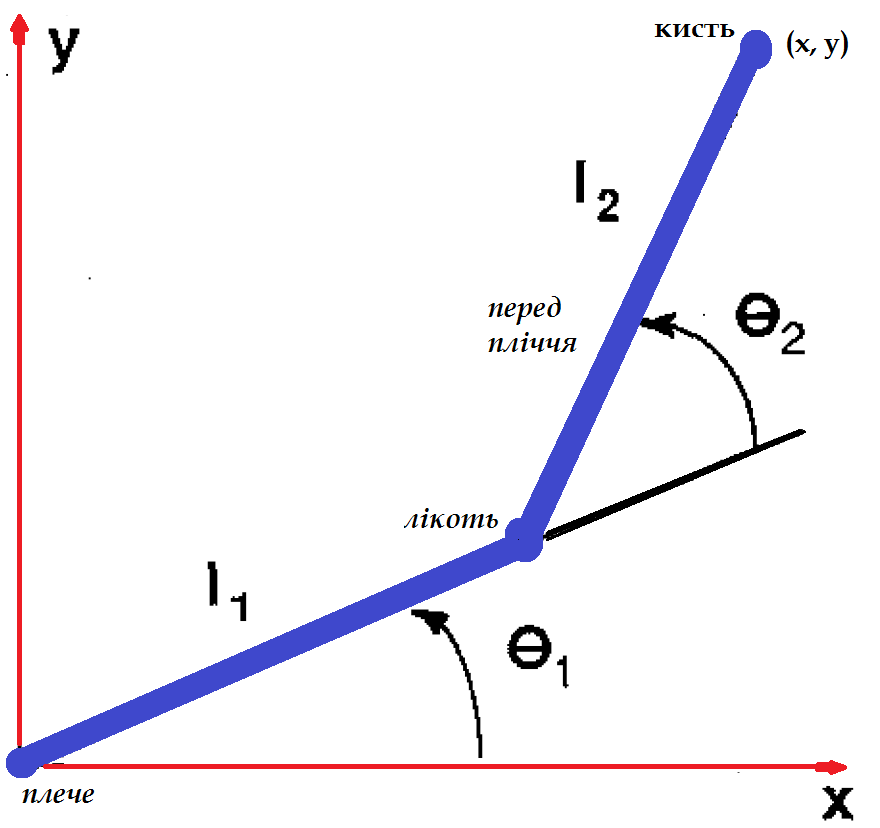
نمایش موقعیت دست در دو سیستم مختصات: مستطیل (دکارتی) (x، y) و زوایای مشترک (تتا1، تتا2)

کنترل جنبشی یا کنترل موتور (به انگلیسی: Motor control) بحث حرکت و مجموعه عواملی است که در فرایند کنترل حرکت نقش دارند. نحوه انجام حرکات موجودات و عوامل مؤثر برآن، از طریق علم کنترل حرکت قابل مطالعه و بررسی است. به‌طورکلی، حرکات مفاصل به صورت رفلکسی یا ارادی، از طریق عضلات اسکلتی صورت می‌گیرد، عضلاتی که خود تحت فرمان و کنترل سیستم عصبی (Nervous System) هستند. آشنایی با آناتومی و فیزیولوژی حرکت، درک بهتری از علم کنترل حرکت به ما می‌دهد. امروزه آگاهی و شناخت علم کنترل حرکت از اهمیت ویژه‌ای برخوردار است. یادگیری و کنترل موتور یکی از گرایش‌های رشته رفتار حرکتی و زیر مجموعه علوم ورزشی است.

## مراکز کنترل حرکت
حرکت (Movement) و کنترل موتور (Motor Control)امور مهمی در زندگی موجودات به ویژه انسان است و عوامل مختلفی در این فرایند نقش دارند. سیستم عصبی مرکزی(CNS)که شامل مغز و نخاع است، مهم‌ترین عامل کنترل حرکت است. تشکیلات مغزی سیستم عصبی مرکزی، فعالیت‌های سیستم نخاعی را کنترل می‌کنند. البته سیستم نخاعی نیز از طریق ارسال پیام‌های حسی بی‌شماری که از محیط دریافت می‌کند، ساختارهای مغز را جهت انجام حرکت تحت تأثیر قرارمی‌دهد.
مهم‌ترین مراکز مغزی که بر فعالیت‌های نخاعی جهت کنترل حرکت (به‌صورت مستقیم یا غیرمستقیم) تأثیر می‌گذارند عبارتنداز:
- قشر مخ
- مخچه
- عقده‌های قاعده‌ای
- ساقه مغز
- سیستم لیمبیک
- تالاموس
- تشکیلات مشبک ساقه مغزی

## انواع کنترل حرکت
اصولاً دو نوع کنترل موتور وجود دارد که عبارتنداز:
- کنترل محیطی
- کنترل مرکزی (داخلی)

در کنترل محیطی نقش و اهمیت محرک‌ها، گیرنده‌ها و پیام‌های حسی مطرح است. گیرنده‌های وتری عضلات و دوک عضلانی، پیام‌های حسی مربوط به مفاصل بدن، دستگاه دهلیزی (وستیبولار) و… در فعالیت‌های حرکتی با همکاری دستگاه عصبی شرکت می‌کنند. پیام‌های حسی به نخاع و همچنین به سطوح بالاتر مراکز عصبی منتقل می‌شود و جهت انجام اعمال حرکتی به کار گرفته می‌شوند. همچنین حرکات ایجاد شده، خود فیدبکی برای دستگاه عصبی هستند که به صورت یک چرخه برای ایجاد حرکات بعدی دخالت می‌کنند.
در کنترل مرکزی نقش بخش‌های مختلفی از سیستم عصبی مرکزی به ویژه سه قسمت قشر مغز، مخچه و عقده‌های قاعده‌ای حایز اهمیت است. حرکات هماهنگ و پیچیده که مستلزم مهارت هستند از قشر مغز منشأ می‌گیرند. این نوع از اعمال حرکتی از طریق مدارهایی که بین قشر مغز، عقده‌های قاعده‌ای و مخچه وجود دارد انجام می‌شود.
عقده‌های قاعده‌ای در رابطه با تنظیم حرکات خود به خودی (اتوماتیک) خیلی ریتمیک دخالت دارند و مخچه وظیفه تنظیم کردن سرعت، دامنه حرکت، میزان نیرو و جهت حرکات را به عهده دارد.

## مراحل کنترل حرکت
کنترل حرکت سطوح و مراحلی دارد و پیشرفت حرکتی، نتیجه ترکیب این مراحل است. مراحل کنترل موتور عبارتنداز:
- سهولت حرکت(Mobility)
- پایداری و ثبات(Stability)
- حرکت و ثبات توأم یا ثبات در حرکت(Stability on Mobility)
- مهارت(Skill)

ثبات و سهولت حرکت دو جنبه بسیار مهم و اولیه جهت انجام اعمال حرکتی است. برای درک این مراحل می‌توان راه رفتن و ایستادن را به عنوان یک مثال در نظر گرفت. شخصی که قادر به راه رفتن یا ایستادن نباشد، یعنی کنترلی بر عمل حرکتی «راه رفتن» یا «ایستادن» ندارد، ولی اگر توانایی راه رفتن داشته باشد (مرحله اول) باید در لحظه‌ای که دستور توقف داده می‌شود فرمان حرکتی را اجرا کند و ثبات خود را برای مدت زمانی که معین شده حفظ کند (مرحله ثبات). اگر راه رفتن به صورت طبیعی، بدون حرکات غیرمعمول و وسایل کمکی در طول حرکت انجام شود، نشان دهنده وجود ثبات و حرکت به هنگام راه رفتن است (مرحله سوم). در نهایت از ترکیب مراحل فوق مهارت (مرحله چهارم) ایجاد می‌شود. مهارت افراد هم به میزان هماهنگی میان عوامل فوق وابسته‌است. چالاکی و میزان تعادل افراد در یک فعالیت ورزشی، سطح حرکت-ثبات و ارتباط این دو فاکتور و در نتیجه سطح مهارت افراد را در عمل خواسته شده نشان می‌دهد. تمرین یک فاکتور مهم جهت افزایش مهارت یا سنجش آن محسوب می‌شود.

## عوامل مؤثر بر حرکت
حرکت(Movement) از تداخل سه عامل زیر ایجاد می‌گردد:
- فرد(Individual)
- محیط(Environment)
- تکلیف یا وظیفه(Task) حرکتی

سه عامل فوق، کیفیت و کمیت حرکتی که انجام می‌شود را تعیین می‌کند. هر فردی یک عمل حرکتی را با توجه به تجربه گذشته، میزان درک حسی، دقت و انگیزه خود انجام می‌دهد. شرایط محیط و وضعیت اشیائ اطراف نیز، بر روند اعمال حرکتی اثر می‌گذارد. همچنین نوع وظیفه‌ای که برای یک فرد تعیین می‌شود، به توالی و اشکال خاصی از حرکات می‌انجامد.

## کاربردهای علم کنترل حرکت
مطالعات و یافته‌های دانشمندان علوم اعصاب و نوروفیزیولوژیست‌ها دربارهٔ سیستم حرکتی(Motor System)پیشرفت قابل ملاحظه‌ای داشته‌است. تحقیقات و نتایج حاصل از این علوم، تئوری‌های زیادی را دربارهٔ کنترل حرکت ایجاد کرده‌است. نتایج حاصل از مطالعات آن‌ها می‌تواند در موارد زیر نیز به کار گرفته شود:
- توانبخشی بیماران (به ویژه فیزیوتراپی و کاردرمانی). بسیاری از بیماران به دلیل اختلالات «سیستم حرکتی»، مشکلات متفاوتی در انجام فعالیت‌های روزمره دارند. آگاهی و دانش پایه تیم توانبخشی درارتباط با مکانیسم‌های «کنترل حرکت» باعث درمانی بهتر و سریعتر خواهد شد. هرگونه اشکال و اختلال در مجموعه عوامل مؤثر بر حرکت، زمینه مشکلات حرکتی را به صورت‌های مختلف ایجاد می‌کند. عدم هماهنگی در حرکات، اختلالات تعادلی، اسپاستیسیتی (نوع خاصی از سفتی گروه‌های عضلانی)، ضعف حرکتی، اختلالات وضعیتی (پوسچرال)، لرزش به هنگام حرکت و بسیاری از موارد دیگر در بیماران مشکلاتی هستند که با آگاهی و دانش نسبت به علم کنترل حرکت، بهتر می‌توان به علت به وجود آورنده آن دست یافت. فهم علت مشکلات حرکتی بیماران، بسترهای لازم برای درمان را توسط یک تیم توانبخشی فراهم می‌کند.
- تربیت بدنی. آشنایی کارشناسان گروه تربیت بدنی به مباحث کنترل حرکت، نگرش جدید و تازه‌ای را در این گروه جهت انجام فعالیت‌های ورزشی و آموزش حرکات ایجاد می‌کند. درک مدل‌های عصبی کنترل حرکت، دانش نوینی است که دسترسی و فهم آن باعث افزایش کیفیت کار این گروه از کارشناسان می‌گردد.
- آموزش ورزشکاران حرفه‌ای
- آسیب‌های ورزشی

## کنترل موتور در تلویزیون
تلویزیون خود را، با حرکت ساده دست کنترل موتور (Motor Control) کنید. تعامل هوشمند با کنترل موتور، روش تعامل شما با تلویزیون را کاملاً تغییر خواهد داد. این عملکرد جدید و حیرت‌انگیز به حرکات دست واکنش نشان می‌دهد و فرمان‌هایی همچون تغییر کانال‌ها، انتخاب برنامه‌ها یا حتی پیمایش صفحات وب را اجرا می‌کند.